# Coupe d'Algérie de football 1998-1999
Navigation
Coupe d'Algérie
1997-1998 Coupe d'Algérie
1999-2000
La Coupe d'Algérie de football 1998-1999 voit la victoire de l'USM Alger, qui bat la JS Kabylie en finale.
C'est la 4e Coupe d'Algérie remportée par l'USM Alger et c'est la 7e fois que la JS Kabylie atteint la finale de cette compétition.

## Trente-deuxièmes de finale
jeudi 4 mars et vendredi 5 mars 1999.
| Équipe 1                    | Score                           | Équipe 2                     | Buteurs                                                      | date et Lieu                                                  |
| --------------------------- | ------------------------------- | ---------------------------- | ------------------------------------------------------------ | ------------------------------------------------------------- |
| JSM Tiaret (D1)             | 0-1                             | USM Alger (D1)               | Zeghdoud 50e                                                 | jeudi 4 mars a 13h00;a Médéa                                  |
| ASO Chlef (D2)              | 2-4                             | USM Annaba (D1)              | Ouazene 15e, 86e / Saifi 46e, 69e, Dellalou 60e, 82e .       | jeudi 4 mars 13h 00; a Boumerdés                              |
| HB Chelghoum Laid (D2)      | 4-1                             | SA Mohammadia (D1)           | Wambou 46e, 60e, 88e,Chaib 80e / Daoud Soufiane 66e .        | jeudi 4 mars a 13h 00;a Boufarik                              |
| US Chaouia (D1)             | 1-2                             | MC Alger (D1)                | Chambit 87e / Dob 8e, Rahmouni 37e .                         | jeudi 4 mars a 14h 00; a Béjaia                               |
| MC Saida (D2)               | 2-1                             | AS Ain M'lila (D1)           | Fezioui 14e, Benfatima Mohamed 40 ( sp) / Bouchaachoua 23e . | jeudi 4 mars a 14h00 ; a kouba                                |
| RC Relizane (D2)            | 3-1                             | MC El Bayadh (D3)            | Benhamouda 32 sp . 45 . segheir 87 / gasmi 57.               | jeudi 4 mars a 14h 00 ;a saida                                |
| E Sour El Ghozlane (D1)     | 1-3 ap                          | IRB Sidi M'hamed Benali (D2) | touatti 111 / amariche 96 . mezouar 109. kouadri 116 sp .    | jeudi 4 mars a 14h 00;a chlef                                 |
| CRB Mecheria (d 2)          | 1-2 ap                          | IRB Hadjout (d1)             | habarra 62 / amirat 83 . kerfat 115.                         | jeudi 4 mars a 14h00 ;a Stade de l'Unité Africaine, (Mascara) |
| Nrb Gouray (D2)             | 2-1                             | USM Ain Beida (D2)           | amari 4 . bouziane boudlal 23/ youbi 56 .                    | jeudi 4 mars a 14h 00;a el-harrach                            |
| USM El Harrach (D1)         | 0-1 ap * (but en or !)          | MB Tlidjène (D2)             | ben idir 107                                                 | jeudi 4 mars a 14h 00;a el-eulma                              |
| IR Hussein Dey (D3)         | 1-2                             | IR Ouled Naïl (D2)           | ?                                                            | jeudi 4 mars a 14h 00;a bouira                                |
| NA Hussein Dey (D1)         | 2-1                             | JSM Tébessa (D1)             | kestali 37 . boudib 76 / djeb el-kheir 40 .                  | jeudi 4 mars a 14h 00;a constantine (opow)                    |
| NRB Touggourt (D2)          | 1-2                             | CR Béni Thour (D2)           | ?                                                            | jeudi 4 mars a 14h00;a berriane                               |
| RC Kouba (D1)               | 2-1                             | AS Maghnia (D4)              | mesbah 57 . aouf csc 65 / lakhal 13                          | jeudi 4 mars a 14h 00a relizane                               |
| CRB Aïn Fakroun (D3)        | 2-1 ap (but en or !)            | IRB Nezla (D3)               | bouabdallah 90 . remache 110 / benharzallah 45 .             | jeudi 4 mars a 14h 00a biskra                                 |
| MC Oran (D1)                | 0-0ap (tirs au but 4-5)         | ASM Oran (D1)                | /                                                            | jeudi 4 mars a 14h 00stade bouakeul oran                      |
| CS Constantine (D1)         | 1-2 ap (but en or !)            | JSM Skikda (D2)              | zouani reda 77/kerboua 49 .boulainine 91.                    | jeudi 4 mars a 14h 00.a annaba                                |
| CA Batna (D1)               | 3-0                             | IRM Bel-Abbès (D4)           | aribi 38. izaoui 48. houhou 69.                              | jeudi 4 mars a 14h00;stade 20 aout 1955 alger                 |
| OM Ruisseau (D2)            | 0-1                             | ES Mostaganem (D1)           | belakhal 67.                                                 | jeudi 4 mars a 14h 00;a el-khemis                             |
| MC El Eulma (d2)            | 1-2                             | GC Mascara (d1)              | laalaoua 68 / el-ouissi 75 . yessad laid 89.                 | jeudi 4 mars a 14h 00a Blida                                  |
| WA Tlemcen (D1)             | 1 - 0                           | MO Constantine (D1)          | aissa idara 45                                               | jeudi 4 mars a 14h 00;au stade 5 juillet 62 alger             |
| CB Mila (D2)                | 0-0ap (tirs au but 4-2)         | NARB Reghaia (D2)            | /                                                            | jeudi 4 mars a 14h00;a bordj-bou arréridj                     |
| IS Tighennif (D3)           | 1-4                             | JS Bordj Menaiel (D2)        | belkheir hachemi 80 / meliani 5 .70 .souileh 21. hamadou 90. | jeudi 4 mars a 14h00;a el-attaf                               |
| USM Sétif (D2)              | 0-2                             | CR Belouizdad (D1)           | ali moussa 27 .68.                                           | jeudi 4 mars a 14h00;a bordj ménaiél                          |
| CS Souk Naamane (D4)        | 0-0ap (* css n aux tirs au but) | CRB Tamalous (D4)            | /                                                            | jeudi 4 mars a 14h 00.stade benabdelmalek (constantine)       |
| FS Mostaganem (D3)          | 2-1                             | US Béchar Djedid (D3)        | ?                                                            | jeudi 4 mars 1999 a 14h 00; a mécheria                        |
| ES Sétif (D1)               | 0-0ap (tirs au but 3-4)         | JSM Bejaia (D1)              | /                                                            | jeudi 4 mars 1999 a 14h 30 a tizi ouzou                       |
| ASC Bordj Bou Arreridj (D1) | 1-1 ap (tirs au but 2-3)        | ES Ben Aknoun (D2)           | derradj 15 / rekiba 53                                       | *** vendredi 5 mars 1999 a 14h 30 a tizi ouzou                |
| WA Boufarik (D1)            | 0-1                             | USM Blida (D1)               | belaiter halim 51.                                           | *** vendredi 5 mars a 14h30; au stade bologhine               |
| ESM Boudouaou (D2)          | 0-0 ap (tirs au but 2-3)        | IRB Khenchela (D3)           | /                                                            | vendredi 5 mars a 14h 30; a m'sila                            |
| USM Oran (D3)               | 0-0ap (tirs au but 4-2)         | CRE Constantine (D3)         | /                                                            | vendredi 5 mars a 14h30; a el-harrach                         |
| JS Kabylie (D1)             | 2-0                             | CA Kouba (D5)                | boubrit 14 . ait tahar 72                                    | vendredi 5 mars a 14h 30; au stade 20 aout 55 alger           |

- faits marquants de ce premier tour national (1/32 de finale).

- 1 - 74 buts en 32 matches .
- 2 - la plication de la règle ; but en or !
- 3 - 13 clubs de l'elite (d1) sur 28 équipes ont été eliminées soit ( 56.25/100.)
- 4 - 3 matchs ont été terminés par le but en or !
- 5 - 7 matchs sont allés jusqu'aux tirs au but
- 6 - buteurs ; 1-wambou ( hbcl) un hatrick!

## Seizièmes de finale
(Manque les noms des buteurs de l'usmblida svp ajoute) mrc bcp;
Les matchs des seizièmes de finale se sont joués les 22 mars et 25 mars 1999.
| Entraîneur :    |
| ifftisen younes |

| Entraîneur : |
| ??           |

| Entraîneur :    |
| ifftisen younes |

| Entraîneur : |
| ??           |

| Entraîneur : |
| ??           |

| Entraîneur :  |
| nour benzekri |

| Entraîneur : |
| ??           |

| Entraîneur :  |
| nour benzekri |

| Entraîneur : |
| gasmi        |

| Entraîneur : |
| bourabha     |

| Entraîneur : |
| gasmi        |

| Entraîneur : |
| bourabha     |

| Entraîneur :  |
| kamel mouassa |

| Entraîneur :    |
| slimane mébarki |

| Entraîneur :  |
| kamel mouassa |

| Entraîneur :    |
| slimane mébarki |

| Entraîneur : |
| ??           |

| Entraîneur : |
| kaddaoui     |

| Entraîneur : |
| ??           |

| Entraîneur : |
| kaddaoui     |

| Entraîneur :        |
| henkouche et sbaa . |

| Entraîneur : |
| amrani       |

| Entraîneur :        |
| henkouche et sbaa . |

| Entraîneur : |
| amrani       |

| Entraîneur : |
| ??           |

| Entraîneur : |
| ??           |

| Entraîneur : |
| ??           |

| Entraîneur : |
| ??           |

| Entraîneur : |
| ??           |

| Entraîneur : |
| ??           |

| Entraîneur : |
| ??           |

| Entraîneur : |
| ??           |

| Entraîneur :             |
| Azzouzzi et Berchraoui . |

| Entraîneur : |
| Blidi        |

| Entraîneur :             |
| Azzouzzi et Berchraoui . |

| Entraîneur : |
| Blidi        |

| Entraîneur :            |
| ahmed echouf et lariche |

| Entraîneur : |
| ??           |

| Entraîneur :            |
| ahmed echouf et lariche |

| Entraîneur : |
| ??           |

| Entraîneur :    |
| kaci saadeddine |

| Entraîneur :      |
| kermali et biskri |

| Entraîneur :    |
| kaci saadeddine |

| Entraîneur :      |
| kermali et biskri |

| Entraîneur :     |
| menad et harouni |

| Entraîneur : |
| abdelouaheb  |

| Entraîneur :     |
| menad et harouni |

| Entraîneur : |
| abdelouaheb  |

| Entraîneur : |
| zidani       |

| Entraîneur :     |
| heddane mustapha |

| Entraîneur : |
| zidani       |

| Entraîneur :     |
| heddane mustapha |

| Entraîneur : |
| chikhi kada  |

| Entraîneur :   |
| guellil brahim |

| Entraîneur : |
| chikhi kada  |

| Entraîneur :   |
| guellil brahim |

| Entraîneur : |
| bekakcha     |

| Entraîneur :  |
| ouardi mourad |

| Entraîneur : |
| bekakcha     |

| Entraîneur :  |
| ouardi mourad |

| Entraîneur :       |
| merzekane chaabane |

| Entraîneur :            |
| hocine zekri et benamar |

| Entraîneur :       |
| merzekane chaabane |

| Entraîneur :            |
| hocine zekri et benamar |

## Huitièmes de finale
le Huitièmes de finale  ,  ,  ,
| Date et heure         | Club à domicile | Score              | Club à l'extérieur | buteurs                                                          | Stade                                    |
| --------------------- | --------------- | ------------------ | ------------------ | ---------------------------------------------------------------- | ---------------------------------------- |
| lundi 19 avril, 14h00 | NA Hussein Dey  | 4 - 2              | RC Relizane        | benbetka ?...?..?..?/ gana csc ..benabou .                       | stade Imam Lyes de médéa                 |
| 19 avril, 14h00       | USM Blida       | 0 - 4              | USM Alger          | hadj adlane 26 sp . 67 . amirat 30 . ghoul 39.                   | stade olympique de boumerdes             |
| 19 avril, 14h00       | JS Kabylie      | 2 - 0              | CB Mila            | boubrit 45 . ibouene 90.                                         | stade chabbou abdelkader de annaba       |
| 19 avril, 14h00       | MC Saïda        | 0 - 2              | MC Alger           | gasmi 75 .89 .                                                   | stade Ahmed Zabana d'oran                |
| 19 avril, 14h00       | CR Belouizdad   | 1-0 ap (but en or) | HB Chelghoum Laïd  | boutaleb 94.                                                     | stade de l' Unité Maghrébine ; béjaia    |
| 19 avril, 14h00       | GC Mascara      | 2 - 4              | IR Ouled Naïl      | yessad (1) 23 .berreguieg 61 / benalia 42 . 46 . saidi 58 . 85 . | stade opow ; kaid ahmed de tiaret        |
| 19 avril, 14h00       | RC Kouba        | 1 - 3              | MB Tlidjen         | ferroudj 53 sp / amirou 11 . berbiche csc 37 . benidir 69 sp     | stade olympic Messaoud Zougar a el eulma |
| 26 avril, 14h00       | WA Tlemcen      | 1 - 0              | ES Mostaganem      | aissa idara 34                                                   | stade 24 février 1956 de belabbes        |

## Quarts de finale
Les matchs Aller des quarts de finale se sont joués le 29 avril 1999.
Les matchs Retour des quarts de finale se sont joués le 6 mai 1999.
| # | Équipe 1       | Score | Équipe 2      | Date & Lieu                                    | Buteur(s)                                                |
| - | -------------- | ----- | ------------- | ---------------------------------------------- | -------------------------------------------------------- |
| 1 | IR Ouled Naïl  | 0 – 0 | MC Alger      | 29 avril 1999, Djelfa                          | –                                                        |
| 1 | IR Ouled Naïl  | 0 – 4 | MC Alger      | 6 mai 1999,au stade 5 juillet 62 alger         | Gasmi (21e), Rahmouni (45e56e), Dob (80esp)              |
| 2 | NA Hussein Dey | 2 – 1 | CR Belouizdad | 29 avril 1999, Blida (stade des freres brakni) | Alliche (44e), M'hamdi Abdelghani (83e) / Tallis (33e)   |
| 2 | NA Hussein Dey | 1 – 1 | CR Belouizdad | 6 mai 1999, au stade 20 août 55 alger)         | Alliche (59e) / Boutaleb (32e)                           |
| 3 | JS Kabylie     | 4 – 1 | MB Tlidjen    | 29 avril 1999, Tizi-Ouzou                      | ghazi 33 . 40 . benhamlet 46 . zaffour 91 / bourouba 34. |
| 3 | JS Kabylie     | 0 – 1 | MB Tlidjen    | 6 mai 1999, Tébessa                            | benidir 5                                                |
| 4 | USM Alger      | 4 – 0 | WA Tlemcen    | lundi 10 mai 1999a alger                       | Ghoul (20e65e), Hadj Adlane (38e), Djahnine (84e)        |
| 4 | USM Alger      | 0 – 1 | WA Tlemcen    | vendredi 28 mai 1999, Tlemcen                  | boudjekdji 15                                            |

## Demi-finales
Les matchs Aller des demi-finales se sont joués le jeudi 10 juin 1999.
Les matchs Retour des demi-finales se sont joués le samedi 26 juin 1999.
| # | Équipe 1   | Score               | Équipe 2       | Date & Lieu                           | Buteur(s)                                                    |
| - | ---------- | ------------------- | -------------- | ------------------------------------- | ------------------------------------------------------------ |
| 1 | USM Alger  | 2 – 2ap (5 - 4 tab) | MC Alger       | 26 juin 1999, Stade du 5-Juillet-1962 | Hamdani (21esp), Yacef (105e) / Saïfi (14e), Rahmouni (118e) |
| 2 | JS Kabylie | 3 – 0               | NA Hussein Dey | 10 juin 1999, Tizi Ouzou              | Drioueche (27e), Benhamlat (39e), Ghazi (63e)                |
| 2 | JS Kabylie | 1 – 0               | NA Hussein Dey | 26 juin 1999, Omar-Hamadi             | Ghazi (90e)                                                  |

## Finale
| Finale                         | USM Alger                   | 2 - 0   | JS Kabylie | Stade du 5 juillet 1962, Alger                                            |                                                                           |
| 1er juillet 1999 15 h 00 UTC+1 | Dziri 76e · Hadj Adlane 82e | (0 - 0) |            | Spectateurs : 70 000 Arbitrage : Benchenâa Ahcen Bouraoui Mohamed Oudjani | Spectateurs : 70 000 Arbitrage : Benchenâa Ahcen Bouraoui Mohamed Oudjani |
| 1er juillet 1999 15 h 00 UTC+1 | Rapport                     |         |            | Spectateurs : 70 000 Arbitrage : Benchenâa Ahcen Bouraoui Mohamed Oudjani | Spectateurs : 70 000 Arbitrage : Benchenâa Ahcen Bouraoui Mohamed Oudjani |

| Titulaires :                      |    |                     |     |     |
| Gardien de but                    | 1  | Abderrahmane Allane |     |     |
|                                   | 2  | Mohamed Hamdoud     |     |     |
|                                   | 5  | Mounir Zeghdoud     |     |     |
| Capitaine                         | 4  | Fayçal Hamdani      | 16e |     |
|                                   | 3  | Farid Djahnine      |     |     |
|                                   | ?  | Foued Smati         |     |     |
|                                   | 6  | Mahieddine Meftah   |     |     |
|                                   | 11 | Samir Amirat        |     | 83e |
|                                   | 8  | Billel Dziri        |     | 89e |
|                                   | 10 | Hamza Yacef         |     | 56e |
|                                   | 7  | Tarek Hadj Adlane   |     |     |
| Remplaçants :                     |    |                     |     |     |
|                                   | 12 | Mohamed Manga       |     | 56e |
|                                   | ?  | Nabil Mehdaoui      |     | 83e |
|                                   | 13 | Sloukia             |     | 89e |
| Entraîneurs :                     |    |                     |     |     |
| Nour Benzekri Ahmed Aït El Hocine |    |                     |     |     |

| Titulaires :   |    |                      |     |     |
| Gardien de but | 1  | Liamine Boughrara    |     |     |
|                | 6  | Sofiane Selmoune     |     |     |
|                | 4  | Noureddine Drioueche |     |     |
|                | 5  | Brahim Zafour        | 80e | 87e |
|                | 3  | Abdelazziz Benhamlat | 2e  |     |
|                | 2  | Lahcen Nazef         |     | 64e |
| Capitaine      | 11 | Hakim Medane         |     |     |
|                | 8  | Farouk Belkaïd       |     |     |
|                | 10 | Hakim Boubrit        |     |     |
|                | 7  | Mourad Aït Tahar     |     |     |
|                | 9  | Farid Ghazi          |     |     |
| Remplaçants :  |    |                      |     |     |
|                | 18 | Ramzy Saïb           |     | 64e |
|                | 15 | Mohamed Maghraoui    |     | 87e |
| Entraîneur :   |    |                      |     |     |
| Kamel Mouassa  |    |                      |     |     |

| Coupe d'Algérie de Football Vainqueur 1999 |
| ------------------------------------------ |
| USM Alger 4e titre                         |

sources
- 1- programme des 1/32 de finale parus dans el khabar numéro 2496 du jeudi 4 mars 1999 page 16. et errai numéro 256 du jeudi 4 mars 1999 page 20.
- 2- résultats des 1/32 de finale parus dans el khabar numéro 2497 du samedi 6 mars 1999 pages 26 et 27. et le matin numéro 2132 du samedi 6 mars 1999 pages 11. 12 et 13 .
- 3- source des résultats des 1/16 de finale ;parus dans el khabar numéro 2512 du mardi 23 mars 1999 page 17.....
- 4- programme des 1/16 de finale parus dans le journal el yaoum numéro 48 du jeudi 25 mars 1999 page 12 .